# 袁水
袁水也称袁河，位于中华人民共和国江西省西部，是赣江左岸支流。自隋朝以来，因设袁州州治、府治，故名。主河道全长279千米，流域面积6262平方千米。

## 简述
袁水发源于江西萍乡市芦溪县武功山北麓，大致呈西东流向，经芦溪县、宜春市袁州区、新余市分宜县、渝水区、新干县，最后在樟树市西郊，张家山街道荷湖村以南汇入赣江。沿途纳坑西河、温汤河、杨桥河、孔目江、蒙河等支流。流域内新余以上为山区，新余以下属河谷冲积平原。
流域内现建有大型水库两座，其中江口水库（仙女湖）位于新余市境内的干流上，飞剑潭水库位于宜春市袁州区境内的二级支流荛市河上。孔目江國家濕地公園也位于袁水流域内。